# Ramon Laguarta

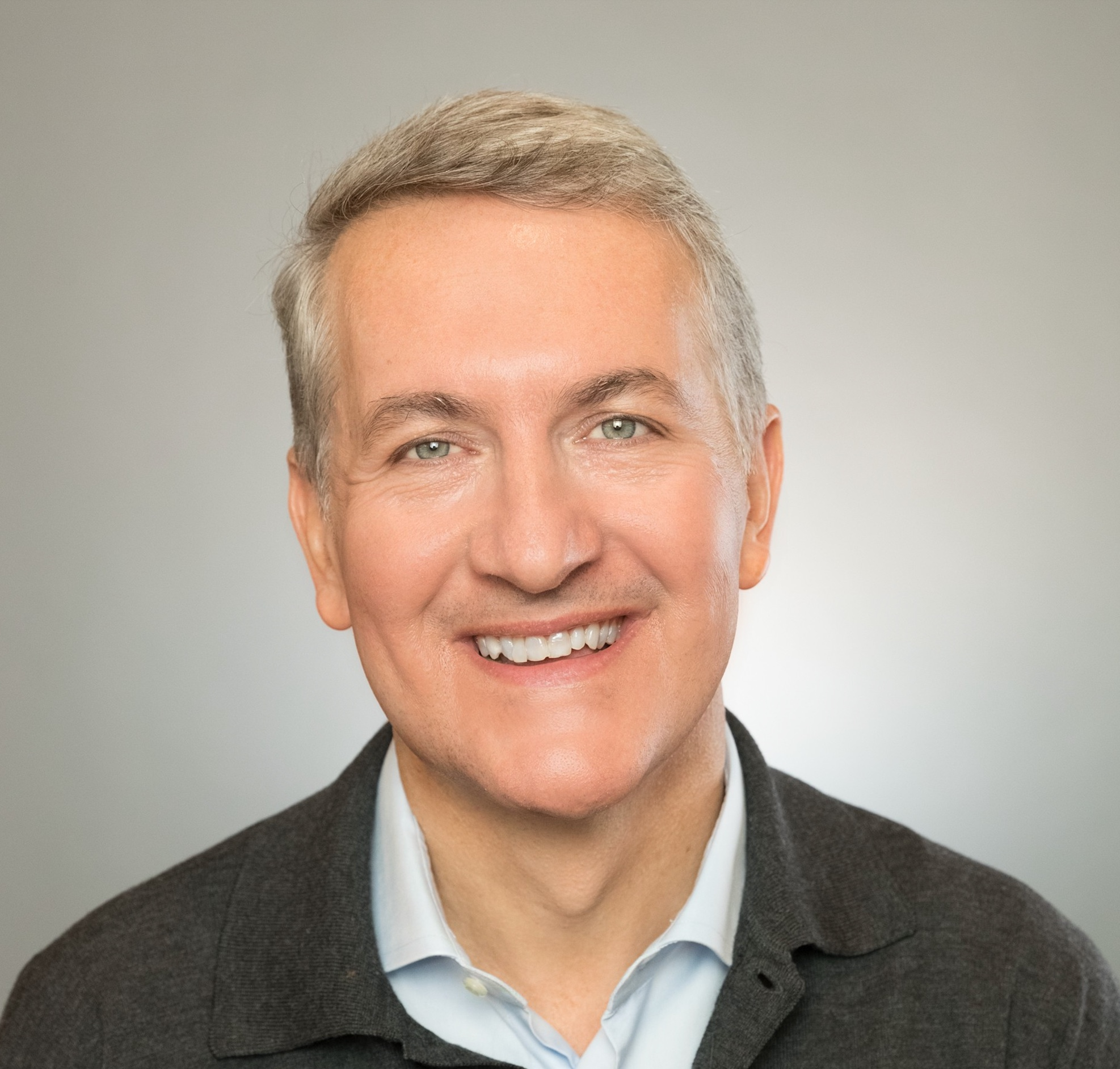
Ramon Laguarta

Ramon Laguarta (* 1963 in Barcelona, Katalonien) ist ein spanischer Manager und Geschäftsführer (CEO) von PepsiCo. Er wurde CEO am 3. Oktober 2018, nachdem seine Vorgängerin Indra Nooyi zurückgetreten war.

## Laufbahn
Laguarta schloss sein Studium an der ESADE Business School in Barcelona 1985 mit einem Bachelor- und Master-Abschluss in Betriebswirtschaft ab. 1986 erhielt er einen Master-Abschluss in internationalem Management von der Thunderbird School of Global Management an der Arizona State University. Er begann danach für den Lutscherhersteller Chupa Chups zu arbeiten und wechselte 1996 zu PepsiCo. Seine erste Rolle war im europäischen Geschäft des Unternehmens, und er stieg schließlich zum CEO des gesamten Geschäfts in Europa und Subsahara-Afrika (ESSA) auf. Während seiner Tätigkeit in Europa war Laguarta maßgeblich an der Übernahme des russischen Milch- und Saftunternehmens Wimm-Bill-Dann Foods beteiligt. Laguarta wurde im Dezember 2017 zum Präsidenten von PepsiCo ernannt. Er beaufsichtigte die globalen Kategoriegruppen von PepsiCo, deren Funktionen für globale Operationen, Unternehmensstrategie sowie Public Policy & Außenbeziehungen. Infolge der Beförderung zog er in die Vereinigten Staaten um.
Laguarta wurde am 6. August 2018 zum neuen CEO von PepsiCo ernannt; am selben Tag, an dem Indra Nooyi ihren Rücktritt ankündigte. Er übernahm offiziell die Aufgabe am 3. Oktober 2018 und wurde am 1. Februar 2019 Präsident des Board of Directors.

## Privates
Laguarta spricht sechs Sprachen (Englisch, Katalanisch, Spanisch, Französisch, Deutsch und Griechisch). Er ist verheiratet und hat drei Kinder.